# Urocissa
Genre
Les Urocissa forment un genre d'oiseau de la famille des Corvidae qui regroupe les espèces asiatiques les plus colorées de cette famille. Ces oiseaux sont appelées Pirolles par le CINFO, certaines ont été nommées pie par d'autres auteurs.

## Liste des espèces
D'après la classification de référence (version 2.7, 2010) du Congrès ornithologique international (ordre phylogénique) :
- Urocissa ornata – Pirolle de Ceylan
- Urocissa caerulea – Pirolle de Taïwan
- Urocissa flavirostris – Pirolle à bec jaune
- Urocissa erythroryncha – Pirolle à bec rouge
- Urocissa whiteheadi – Pirolle de Whitehead